# Jean Brousseau
Pour les articles homonymes, voir Brousseau.
Jean Brousseau est un acteur canadien québécois né le 8 septembre 1929 à Québec et mort le 17 juin 2020 à Montréal,.

## Biographie
Son activité professionnelle débute dans sa ville natale en 1954, principalement dans deux troupes : les Apprentis et les Comédiens de Québec, à la fois écoles de théâtre et compagnies de production. Il y joue notamment Molière et Eugène Labiche.
Mais dès 1956, il s’installe à Montréal où se déroulera l’essentiel de sa carrière, partagée, pour l’essentiel, entre le théâtre et la télévision.

### Carrière

#### Théâtre
En 1961 et 1962, on remarque le jeune Brousseau dans Le Pélican, d’August Strindberg, puis dans le rôle-titre de Ce fou de Platonov d’Anton Tchekhov, au Théâtre de l’Égrégore, alors au cœur de la vie théâtrale montréalaise. Sur Platonov, le célèbre poète et critique de théâtre Gérald Godin écrit : « Quand il n’est pas là, on s’ennuie. Brousseau a toute l’âme qu’il faut pour jouer ce rôle (...) sa sensibilité, son authenticité m’ont frappé. Il ne sonne jamais faux. »[réf. nécessaire]

##### Répertoires classique et moderne
À la scène, Brousseau évoluera, au cours des années 1960, 70 et 80, dans le répertoire classique comme dans les répertoires contemporains français et québécois, avec quelques incursions du côté anglophone. Il sera Salerio dans Richard II de Shakespeare, Peter Smith dans Un goût de miel de Shelag Delaney (adapté du film A Taste of Honey), Célestin dans Les Maxibules de Marcel Aymé, Olivier dans Médium-saignant de Françoise Loranger (pièce politique, inspirée de la crise linguistique au Québec, où son personnage affronte celui joué par Jean Duceppe), Dollard Désormeaux dans La vie éjarrée d’Adam Dollard Désormeaux de Jean-Robert Rémillard, M. Martin dans La Cantatrice chauve d’Eugène Ionesco, Philinte dans Le Misanthrope de Molière, Désiré dans Désiré de Sacha Guitry.
Il a joué au total dans une quarantaine de pièces.

#### Télévision
C’est sur le petit écran que Jean Brousseau se fait le plus connaître du grand public québécois au cours des années 1960, avec plus de dix ans dans le rôle du Dr Jérôme Marignon, dans la série-culte Les Belles Histoires des pays d’en-haut, à la télévision de Radio-Canada. Au début des années 1960, il a également tenu le rôle-titre de la série pour enfants Le Grand-Duc, qui racontait des histoires fantastiques dont il était l’acteur et le narrateur. De 1980 à 1982, il tient le rôle principal dans la série Boogie-woogie 47 de Claude Jasmin, tiré du roman autobiographique du même nom de l’écrivain et scénariste.

##### Crédible dans Duplessis
En 1978, dans la série télévisée Duplessis de Denys Arcand mettant en vedette Jean Lapointe, il incarne Paul Gouin. Critiquant cette réalisation sous l’angle de son authenticité et de sa vraisemblance historique, le chroniqueur politique Jean Pellerin écrira dans La Presse que Paul Gouin joué par Jean Brousseau était le personnage « le plus crédible » de la série[réf. nécessaire].
Brousseau a également tenu des rôles épisodiques dans un grand nombre de séries télévisées importantes du Québec des années 1960, 70 et 80 : La Boîte à surprises, Les enquêtes Jobidon, Quelle famille !, D’Iberville, Rue des Pignons, Jamais deux sans toi, Les Berger, , etc.

##### La grande tradition des «téléthéâtres»
Il a également joué dans une quinzaine de « téléthéâtres », grand rendez-vous du dimanche soir à la télévision de Radio-Canada dans les années 1960 et 70. Notamment : Moïra de Julien Green, Asmodée de François Mauriac, Tuer le veau gras de Claude Jasmin.
En 1965, Brousseau crée à la télévision le rôle du forcené imaginé par Michel Tremblay dans Le Train, prix 1964 des Jeunes auteurs de Radio-Canada, avec lequel l’écrivain québécois se fait connaître pour la toute première fois, quatre ans avant les célèbres Belles-Sœurs.
Brousseau a fait également quelques apparitions à la télévision canadienne-anglaise ou américaine, notamment dans la série Friday the 13th. Il a aussi été coanimateur d’émissions télévisées à Radio-Canada : La Terre est ronde (années 1950) et Femme d’aujourd’hui (années 1970).

#### Cinéma
Moins actif au cinéma, Jean Brousseau a néanmoins tourné dans une quinzaine de films, dont Les Mains nettes de Claude Jutra en 1958, Je suis loin de toi mignonne de Claude Fournier en 1976, Black Robe de Bruce Beresford en 1991 dans le rôle de Champlain. Il a fait de nombreuses publicités et post-synchronisations.

#### Président de l’Union des artistes
Très actif à l’Union des artistes du Québec, Jean Brousseau a fait partie plusieurs années de son comité directeur, puis en a été président en 1974-75. C’est sous sa présidence qu’a été signée la première convention sur le doublage des films au Québec.

### Famille
Jean Brousseau est le frère du comédien et auteur-compositeur-interprète Hervé Brousseau. Il est aussi le père du journaliste François Brousseau.
Il s'est marié avec Lise L'Heureux, aussi comédienne.

## Filmographie
- 1956 : Les Belles Histoires des pays d'en haut (série télévisée) : Docteur Jérôme Marignon
- 1957 : Radisson : D'Avignon
- 1958 : Les Mains nettes : Jean-Paul Bouchard
- 1959 : Les 90 Jours : Jean Ruel
- 1964 : La Fin des étés
- 1968 : Le Paradis terrestre (série télévisée) : Dr. Patrice Bellechasse
- 1971 : Le Savoir-faire s'impose (1re partie)
- 1973 : La Conquête
- 1977 : Duplessis (feuilleton TV) : Paul Gouin
- 1980 : Boogie-woogie 47 (série télévisée) : Esdras Jobin
- 1982 : Une vie (série télévisée) : Jean Servais
- 1984 : Laurier (feuilleton TV)
- 1991 : Black Robe : Champlain

## Pièces de théâtre
- Le Mariage forcé de Molière (Alcidas)
- George Dandin de Molière (M. de Sottenville)
- Un monsieur qui prend la mouche de Labiche (Jurançon)
- Un Noël sur la place d’Henri Ghéon (Josaphat)
- Les Trois Jumeaux vénitiens d'Antonio Collalto (les trois jumeaux)
- Le Pélican de Strindberg (Frederick)
- Ce fou de Platonov de Tchekhov (Platonov)
- Il est minuit, docteur Schweitzer de Gilbert Cesbron (Leblanc)
- Le Mariage de monsieur Mississippi de Dürenmatt (Saint-Claude)
- Les Maxibules de Marcel Aymé (Célestin)
- Barberine d’Alfred de Musset (Rosenberg)
- Chérie noire de F. Campeau (Henri)
- Quand épousez-vous ma femme ? de Jean-Bernard Luc (Bertrand)
- Richard II de Shakespeare (Salerio)
- Le Menteur de Pierre Corneille
- Le Chant des cigales de Marcel Dubé
- Il est une saison de Marcel Dubé
- Ballade pour un révolutionnaire de R. Gauthier (Georges)
- Pique-nique en campagne de Fernando Arrabal (M. Tépan)
- Un goût de miel de S. Delaney (Peter Smith)
- Médium-saignant de Françoise Loranger (Olivier)
- Le Misanthrope de Molière (Philinte)
- La Vie éjarré d'Adam Dollard Désormeaux de J.-R. Rémillard (Dollard)
- Le Chinois de Michel Faure
- Antigone de Sophocle
- Macbeth de Shakespeare
- Herminie de Claude Magnier
- Piège pour un homme seul de Robert Thomas (l’inspecteur)
- La Cantatrice chauve d’Eugène Ionesco (M.Martin)
- Adieu les Olympiques, théâtre d’été de Trois-Rivières
- Mon père avait raison de Sacha Guitry
- Désiré de Sacha Guitry (Désiré)
- Aux yeux des hommes
- Faut les séparer de B. B. Leblanc
- Ho ! Mes vieux de B. B. Leblanc

## Émissions de télévision
- Les Belles Histoires de pays d’en-haut (Dr Jérôme Marignon)
- La Terre est ronde (animation)
- Le Grand-Duc (rôle-titre)
- Gabriel le berger
- Le Grenier aux images
- La Boîte à surprises
- Ouragan
- Ti-Jean Caribou
- Maigrichon et Gras-Double
- Petite semaine
- Quelle famille !
- C’est la vie
- C’est la loi
- Vivre
- Suivez cet homme
- Le train de Michel Tremblay (création, 1965)
- Les enquêtes Jobidon
- Shoestring Theater (C.B.C., en anglais)
- Femme d’aujourd’hui (animation)
- D’Iberville
- Rue des Pignons
- Scénario
- Grand-papa
- Jamais deux sans toi
- Duplessis (Paul Gouin)
- Boogie-woogie 47
- La bonne aventure
- Entre quatre murs
- Une vie
- L’âme sœur
- Les Berger
- Bonjour Docteur
- Laurier (Ernest Lapointe)
- Le grand remous
- Friday The 13th (télé américaine)
- Comment ça va ?

## Téléthéâtres
- Moïra de Julien Green, adaptation Hubert Aquin (Davis)
- Fantasio d’Alfred de Musset (Spark)
- L’Impasse de J.-P. Pinsonneault
- La nuit se lève de Marcel Dubé
- Monsieur Beverley
- Le Chant du rossignol
- Dernière édition de Marcel Dubé
- La Dame aux camélias d’Alexandre Dumas
- Passé antérieur d’Hubert Aquin
- Asmodée de François Mauriac (Harry Fanning)
- Un remède de cheval
- Tuer le veau gras de Claude Jasmin
- The Collaborator (C.B.C.)
- L’Heure éblouissante
- Décembre de Guy Dufresne
- Entre le soleil et l’eau de S. Sicotte